# Gurguèn I d'Aghuània
Gurguèn I (en armeni Գուրգեն Ա ; mort l'any 989) o Kivrikê I (Կյուրիկե Ա) fou un membre de la família armènia de les Bagràtides, príncep de Taixir (Tachir) el 972, rei de Aghuània des del mateix any o del 980, fins i tot el 982, al 989 i fill d'Asoci III, rei d'Armènia.

## Biografia
En 972, el seu pare li va donar com a patrimoni el districte del Taixir o Lorí amb algunes terres de l'entorn. El 974 va enviar tropes per unir-se a l'assemblea dels reis i prínceps armenis al llac Van, amb l'objectiu de mostrar a l'emperador Joan I Tsimiscés que Armènia no es deixaria annexionar fàcilment.
Quan Gurguèn va prendre el títol de rei d'Aghuània, no només el seu germà Simbaci II, el rei dels reis d'Armènia, no li va impedir sinó que va erigir el monestir de Sanahín en bisbat i metròpoli religiosa del nou regne. De fet, sembla que en la ment del rei d'Armènia la creació d'aquest regne permetia d'afirmar i de reforçar la presència armènia enfront de Geòrgia, que havia restat de religió ortodoxa.
Va morir el 989.

## Descendència
Gurguèn va deixar dos fills :
- el seu successor David Anholin († 1048) ;[6]
- una filla que es va casar amb Abu'l-Uswar de la dinastia kurda dels Banu Xaddad o Xaddàdies, emir de Dvin de 1022 a 1049, i després de Gandja de 1049 a 1067.[7]